# NN-257
La carretera NN‑257 es una vía departamental secundaria localizada en el municipio de Larreynaga, departamento de León. Tiene una longitud de 8.24 km y conecta el empalme Las Lagunas con la comunidad Nueva América. Esta vía fue inaugurada en 2024 como parte del fortalecimiento de la red vial rural en la región occidental del país.

## Trazado y cruces
La siguiente tabla muestra su recorrido, localidades y principales conexiones:
| km   | Localidad               | Departamento | Conexión / Ruta |
| ---- | ----------------------- | ------------ | --------------- |
| 0.0  | Empalme Las Lagunas     | León         | NN 256          |
| 4.2  | Comunidad intermedia    | León         |                 |
| 8.24 | Comunidad Nueva América | León         |                 |